# Musée Jorn
Le Musée Jorn est un musée d'art moderne situé à Silkeborg dans le centre du Jutland qui est consacré au célèbre artiste danois Asger Jorn, l'un des fondateurs du mouvement CoBrA.
Il a été ouvert en 1965. On trouve aussi des œuvres de Max Ernst, Francis Picabia, Fernand Léger, Man Ray, Yasse Tabuchi et Jan Meyer. Le directeur du musée est Jacob Thage.